# Olivia Ruiz
Olivia Blanc, kendt som Olivia Ruiz (født Olivia Blanc den 1. januar 1980 i Carcassonne) er en fransk sangerinde. Hun har en fransk far og en mor med spanske rødder. 

## Diskografi
Albummer
| År   | Album                  | Salgsklassement | Salgsklassement    | Salgsklassement | Salgsklassement | Solgte enheder | Certifikation       |
| År   | Album                  | Frankrig        | Frankrig Downloads | Belgien         | Schweiz         | Solgte enheder | Certifikation       |
| ---- | ---------------------- | --------------- | ------------------ | --------------- | --------------- | -------------- | ------------------- |
| 2003 | J'aime pas l'amour     | 87              | —                  | 95              | —               | 80.000         | Sølvcertifikat      |
| 2005 | La Femme chocolat      | 1               | 4                  | 6               | 33              | 1.100.000      | Diamantcertifikat   |
| 2007 | Chocolat Show (live)   | 54              | —                  | 40              | —               | 60.000         | Sølvcertifikat      |
| 2008 | La chica chocolate     | 39              | 8                  | —               | 76              | 35.000         | Sølvcertifikat      |
| 2009 | Miss Météores          | 1               | 1                  | 1               | 7               | 420.000        | 3x Platincertifikat |
| 2010 | Miss Météores Live     | 29              | 15                 | 33              | —               | 25.000         | Guldcertifikat      |
| 2012 | Le calme et la tempête | 14              | 7                  | 5               | 51              | 150.000        | Platincertifikat    |

Singler
| År   | Album                      | Salgsklassement | Salgsklassement    | Salgsklassement | Salgsklassement | Salg    | Certifikation  |
| År   | Album                      | Frankrig        | Frankrig Downloads | Belgien         | Schweiz         | Salg    | Certifikation  |
| ---- | -------------------------- | --------------- | ------------------ | --------------- | --------------- | ------- | -------------- |
| 2005 | J'traine des pieds         | 7               | 1                  | 4               | 25              | 125.000 | Sølvcertifikat |
| 2006 | La Femme chocolat          | 7               | 2                  | 11              | 32              | 95.000  |                |
| 2007 | Thérapie de Groupe         | 53              | 35                 | 40              | —               | 25.000  |                |
| 2007 | Ce Georges                 | 24              | 8                  | 30              | 76              | 35.000  |                |
| 2009 | Elle panique               | 9               | 3                  | 2               | 74              | 46.000  |                |
| 2009 | Belle à en Crever          | 3               | 57                 | 4               | —               | 18.000  |                |
| 2010 | Les crêpes aux Champignons | 44              | 28                 | 16              | 80              | 13.000  |                |

| Forrige modtager: Juliette | Victoire de l'artiste interprète féminine (2007) | Næste modtager: Vanessa Paradis |
| Forrige modtager: Camille  | Victoire de l'artiste interprète féminine (2010) | Næste modtager: Yaël Naïm       |